# Entrichella meilinensis
Entrichella meilinensis is een vlinder uit de familie wespvlinders (Sesiidae), onderfamilie Tinthiinae.
Entrichella meilinensis is voor het eerst wetenschappelijk beschreven door Xu & Liu in 1993. De soort komt voor in het Oriëntaals gebied.